# Nomada mutabilis
Nomada mutabilis är en biart som beskrevs av Ferdinand Morawitz 1870.
Nomada mutabilis ingår i släktet gökbin och familjen långtungebin. Inga underarter finns listade i Catalogue of Life.